# فرانك مادو
فرانك أولفييه مادو (مواليد 15 سبتمبر 1987) هو لاعب كرة قدم إيفواري معتزل، كان يلعب في مركز المهاجم. لعب في عدة اندية منهم تولوز ويانغ بويز ووفاق سطيف والنصر الكويتي وكانت أخر محطاته نادي شوفالان في دوري أذربيجان الممتاز قبل أن يعتزل لعب كرة القدم في 2017.

## نشأته
وُلِد مادو في ماركوري إحدى ضواحي أبيدجان عاصمة ساحل العاج، انتقل مع والديه إلى فرنسا عندما كان عمره ثمانية عشر شهرًا. حصل على الجنسية الفرنسية في 7 ديسمبر 2004.
بعد وصوله إلى فرنسا، بدأ مادو ممارسة كرة القدم في إيفري، بالقرب من باريس، قبل أن ينتقل إلى مركز تدريب بريتيني. في السادسة عشرة من عمره، لعب مع فريق مارتيغ للشباب، قبل أن ينضم إلى تولوز.

## مسيرته الكروية
انضم مادو إلى نادي تولوز في عام 2005. وتم استدعاؤه للفريق الثاني ولعب أول مبارياته في الدوري الفرنسي الدرجة الرابعة.
في يناير 2006، غادر مادو من تولوز ووقع أول عقد احترافي له مع نادي يونغ بويز. لعب عشر مباريات فقط، وسجل هدفًا واحدًا، ثم غادر يونغ بويز على سبيل الإعارة إلى نادي غراسهوبر زيورخ في فبراير 2008. بعد قضاء ثلاثة أشهر على سبيل الإعارة في جراسهوبر، انتقل إلى نادي بييل بيين في صيف عام 2008. وفي 2009 وقع مع نادي لوزان لمدة موسمين.
في يوليو 2013، انتقل إلى نادي وفاق سطيف في صفقة انتقال حر، حيث لعب 14 مباراة وسجل 8 أهداف. وفي العام التالي انتقل إلى نادي النصر الكويتي.
في فبراير 2017، وقع مادو مع نادي أزال (شوفالان حالياً) في دوري أذربيجان الممتاز.

## وصلات خارجية
- فرانك مادو على موقع اتحاد أوكرانيا (الإنجليزية)
- فرانك مادو على موقع قاعدة بيانات كرة القدم.إي يو (الإنجليزية)
- فرانك مادو على موقع ليكيب (الفرنسية)
- فرانك مادو على موقع Soccerway.com (الإنجليزية)
- فرانك مادو على موقع عالم كرة القدم.نت (الإنجليزية)